# Pidodo Wetan
Pidodo Wetan is een bestuurslaag in het regentschap Kendal van de provincie Midden-Java, Indonesië. Pidodo Wetan telt 3073 inwoners (volkstelling 2010).